# ミネルバ (家具メーカー)
株式会社ミネルバは、日本の家具メーカー。椅子張り職人・モデラーの宮本茂紀によって創業された。「過去に敬意を表し、未来を積極的に受け入れる」モノ作りの経営理念を掲げ■『想いを形に』するプレミアムオーダー■『良いものを長く使う』 プレミアムレストア■ライフスタイルに『心を彩る時間』をお届けするレディメイドを基幹3事業として製作及び販売を行う。

## 沿革
- 1966年 東京都品川区に「五反田製作所」を創業。
- 1973年 「株式会社五反田製作所」設立。
- 1983年 「株式会社五反田製作所」より「株式会社エリアント」が独立。
- 1986年 「株式会社五反田製作所」より「株式会社ミネルバ」が独立。
- 1997年 北海道帯広市桜木町に「株式会社ミネルバ十勝」を設立。
- 2014年　株式会社 ミネルバと株式会社 エリアントが合併。株式会社 ミネルバとして発足。新会社の代表取締役に宮本しげるが就任し、取締役会長に宮本茂紀が就任。
- 2014年　家具ブランド「Kairos＆M」設立。本社ショールーム「戸越銀座オーダーサロン」をオープン。
- 2023年　株式会社ミネルバが修理事業(プレミアムレストア)を展開。家具の特注、修理、販売を中心とした三大基幹事業の強化に取り組む。

## 業績
- 1970年 赤坂迎賓館の家具製作および修復。
- 1996年 鳩山会館復元修復工事の施工。
- 1999年 JR東日本夜行寝台特急カシオペア室内製作。
- 1999年 参議院本会議場の議院席張り替え。
- 2005年 京都迎賓館の椅子製作。
- 2007-8年 宮内庁玉座（天皇陛下の儀式用椅子）の修復。
- 2008～現在に至り、「宮内庁儀装車」および「御者台」の修復。（08 年～2025 年現在)
- 2008-9年 衆議院本会議場の議院席張り替え。
- 2012年 日産自動車2017年を見据えたコンセプトモデルインテリア開発。
- 2012年「新潟県長岡市役所 アオーレ長岡本庁舎」隈研吾建築都市設計事務所の椅子製作
- 2013年　新ブランド「Kairos&M(カイロスアンドエム)」とファッションデザイナー天津憂（あまつゆう）氏との渋谷ヒカリエファッションショーでコラボレーションを披露
- 2014 年「東京オペラシティアートギャラリー」にてザハ・ハディド展の作品を製作。
- 2016 年「Kairos & M」がNY マンハッタンにある家具小売店Classic Sofa にて取扱い開始。
- 2017 年「太田市美術館・図書館」㈱平田晃久建築設計事務所の什器及び家具製作
- 2023 年「清水建設㈱」 旧渋沢栄一邸を江東区の潮見に移築するプロジェクトにて家具の復元製作。
- 2024 年「宮内庁正倉院」模造品「紫地鳳形錦御軾」の製作。

## メディア出演
- 2010年　N H K 海外向け B S 1『T O K Y O F A S H I O N E X P R E S S』にて、～家具モデラー 宮本茂紀～を放映。
- 2011年　新潮 45 取材「達人対談～椅子作りの達人～」にて、ビートたけし氏と対談。
- 2012年　日本テレビ系列「心ゆさぶれ！先輩ROCK YOU」にて∼椅子モデラー誕生の物語　／　宮本茂紀～を放映。
- 2017年　テレビ東京 日経スペシャル 『ガイアの夜明け』にて、本場に挑む！“木工の匠”たち～を放映。
- 2018年　テレビ朝日番組 | じゅん散歩にて放映。
- 2018年　テレビ大阪・テレビ東京系列全国ネット『二代目 和風総本家』にて、皇室と職人～を放映。宮中晩餐会の椅子製作過程を紹介。
- 2019年　BS朝日のテレビ番組 | ノゾキミ企業参観！子どもの職場が見たいにて、ミネルバの若手職人～を放映。
- 2025年　NHK美の壺-皇居特集-にて『皇居』特殊～を放映。儀装馬車の修復に携わる様子が紹介。

## 主な受賞歴
- 1985 年「TSURU」（design 笠松栄） 三越ファニチャーデザイン・コンペグランプリ受賞
- 1990 年「PIANO SONATA ANNEX」（design:森田正樹） 経済産業省グッド・デザイン商品選定証受賞
- 1991 年「ウツリグツリ」（design:ヒロネン）イタリア国際見本市アビターレ・イル・テンポ展グランプリ受賞
- 1992 年「カヴァウロ・スタッキングチェア」（design:佐々木敏光） 経済産業省グッド・デザイン商品選定証受賞
- 1993 年「オリジン」（design:佐々木敏光） グッド・デザイン中小企業庁長官特別賞受賞
- 2002 年「ラピタ/フォールディングチェア」（design:島村卓実） グッドデザイン賞受賞
- 2002年 グッドデザイン賞[1]
- 2003 年「シアターソファ」（design:喜多俊之） グッドデザイン賞受賞
- 2004 年「PODIUM」（design:山田佳一朗） グッドデザイン賞受賞
- 2016 年「樹木鉛筆」第11 回ロハスデザイン大賞モノ部門準大賞受賞
- 2017 年「木の心地よさ」宿泊体験ショールーム：Villa 法然院西プロジェクト ウッドデザイン賞2017 ソーシャルデザイン部門入賞
- 2018 年「コニカミノルタプラネタリウム“天空”in TOKYO SKYTREE TOWN®」（design:長田彩加人 大江原容子）グッドデザイン賞受賞
- 2018 年 KITAYAMA（ガラステーブル） ウッドデザイン賞2018 ライフスタイルデザイン部門入賞